# Cal Bou (Avinyonet del Penedès)
Cal Bou és un edifici del municipi d'Avinyonet del Penedès (Alt Penedès) protegit com a bé cultural d'interès local. Al baluard hi ha la data del 1893.

## Descripció
És una masia de planta quadrangular composta de planta baixa, pis i golfes, i torratxa. Cobertes a dues vessants de ceràmica vidriada, en forma de creu, i terrats i cobertes a una vessant, més baixes, laterals. Obertures allargades d'arc rebaixat. Cornises motllurades de separació de pisos. Ràfec amb mènsules, baranes de merlets i ulls de bou en els pisos superiors. Jardí amb baluard.